# Koenigsegg CC850
Koenigsegg CC850 är en supersportbil som den svenska biltillverkaren Koenigsegg introducerade i augusti 2022. Koenigsegg planerar att bygga 70 exemplar av modellen.
Koenigsegg CC850 presenterades 20 år efter att företaget lanserade sin första bil, Koenigsegg CC8S. Eftersom grundaren Christian von Koenigsegg fyllde 50 år samma år planerade man ursprungligen att bygga 50 bilar, en siffra som senare utökades till 70 exemplar på grund av stor efterfrågan. Bilens formgivning är inspirerad av den ursprungliga CC8S men tekniken hämtas från föregångaren Jesko. Motorns effekt är något lägre för att förbättra körbarheten. Med bensin i tanken är toppeffekten 1185 hk, med E85 som bränsle utvecklar motorn 1385 hk. Med en uppgiven vikt på 1385 kg ger det ett vikt/effektförhållande på 1 kg per hk, likt den tidigare One:1. Priset uppges till 38 000 000 SEK plus lokala skatter.